# Duiventoren

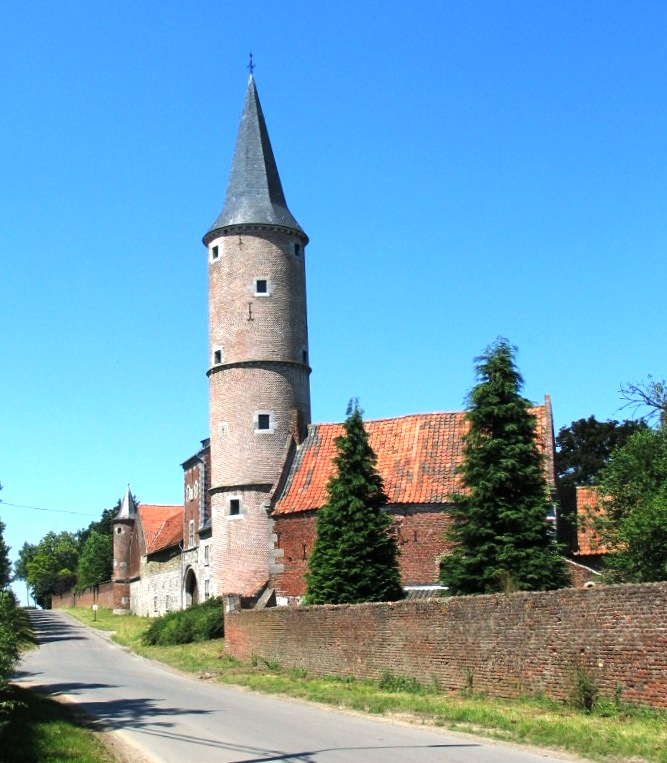
De duiventoren van het kasteel Kasteel van Waleffe (1 juli 2006)

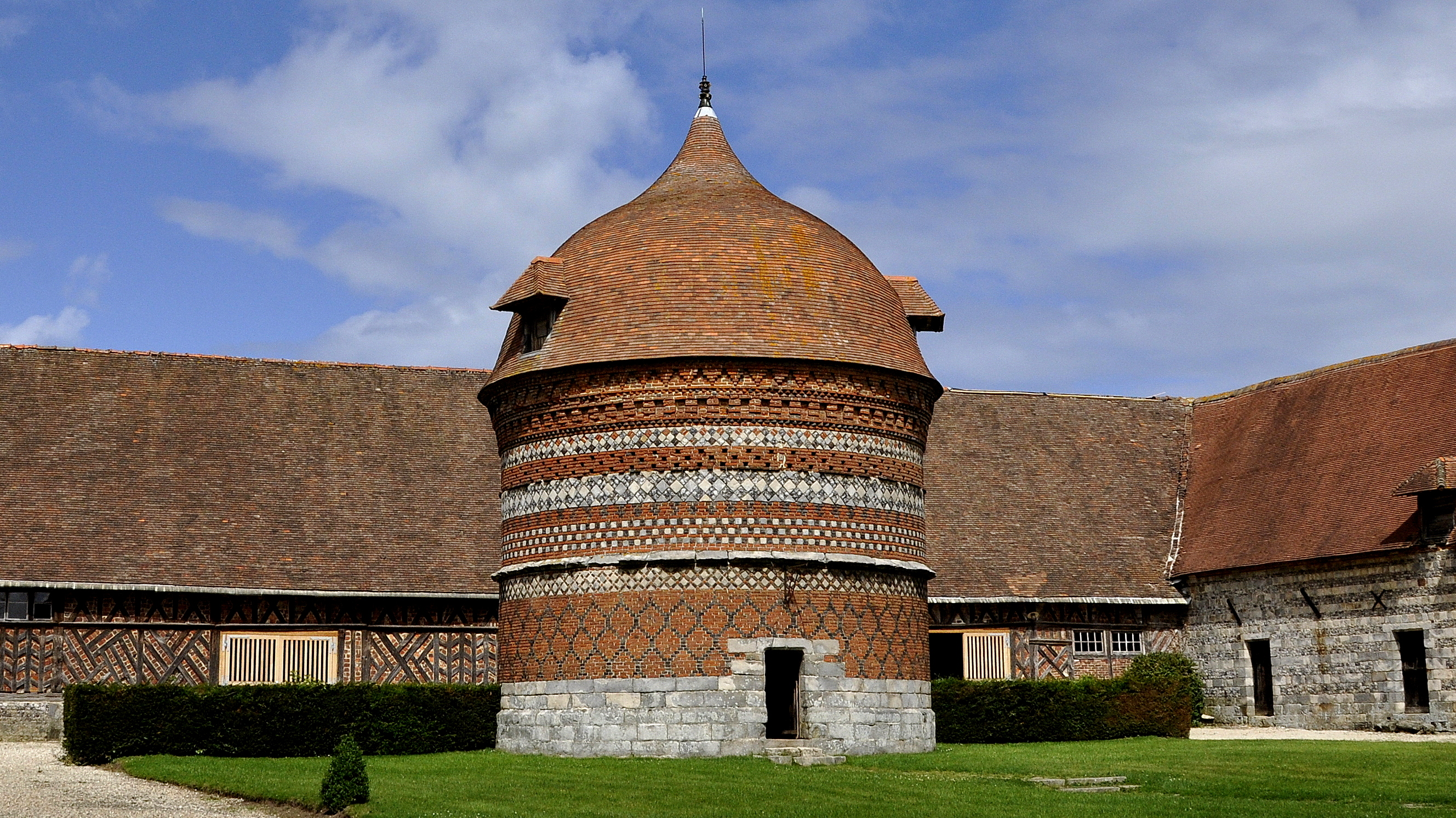
De duiventoren van Manoir d'Ango uit 1532 gaf onderdak aan 3.200 duiven.

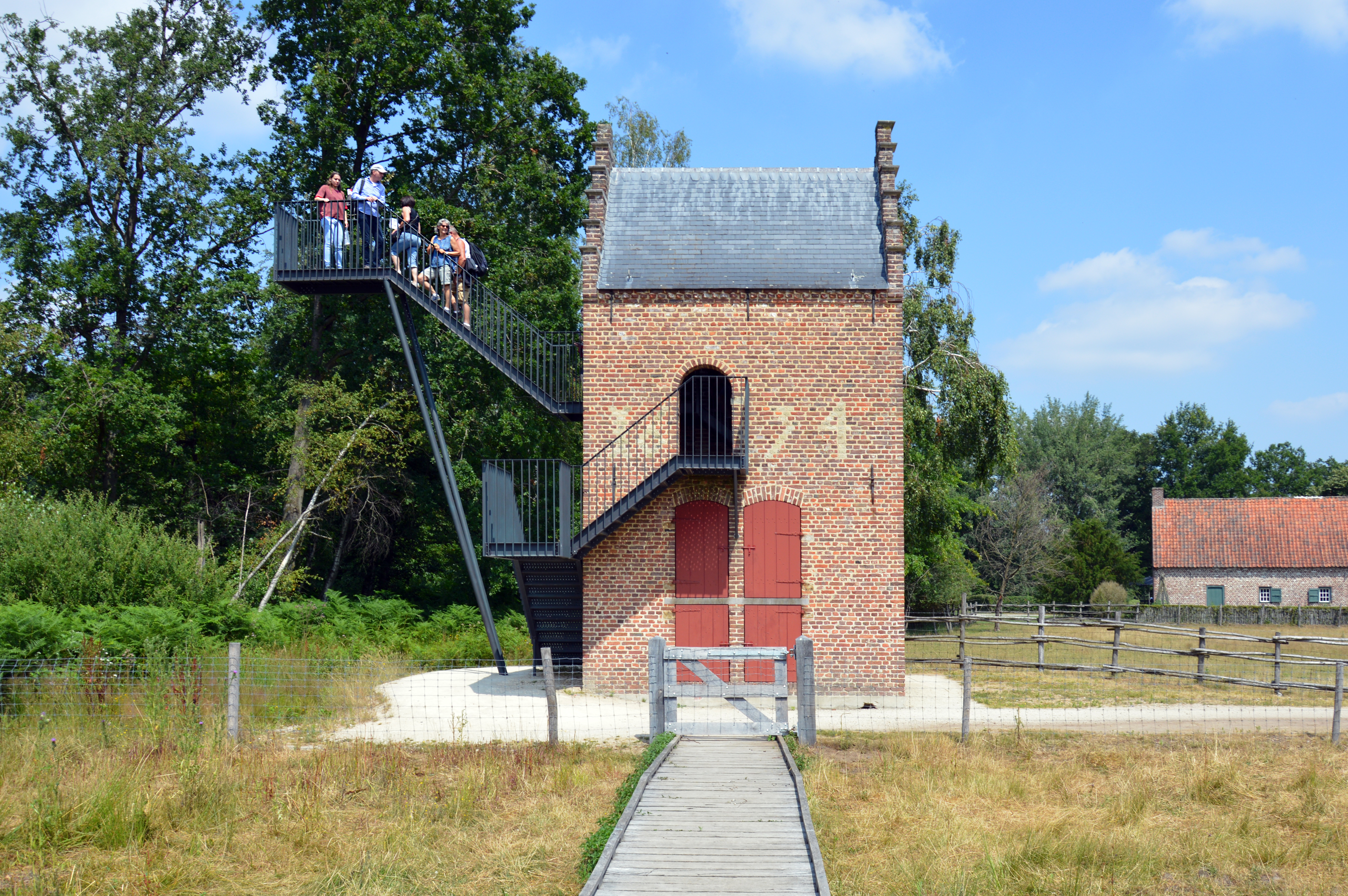
De duiventoren van de kasteelhoeve in Ingelmunster (1634) is heropgebouwd in het Openluchtmuseum in Bokrijk.

Een duiventoren is een toren die als duivenonderkomen dienstdoet. Duiventillen zijn veel kleiner; een duiventoren kan duizenden duiven herbergen.

## Geschiedenis
Duiventorens vond men vroeger bij kastelen en hoeven. Ook kloosters en abdijen hadden vaak een duiventoren. De duiven werden in duiventorens gehouden voor de consumptie maar ook voor de gegeerde mest. Tijdens het ancien régime was het houden van duiven middels het duivenrecht streng gereglementeerd wegens de schade die duiven konden berokkenen aan de graanoogst. De aanwezigheid van een duiventoren was een teken van rijkdom. Heren mochten 1 koppel duiven houden per hectare grond die ze bezaten. 
Diverse exemplaren zijn nog behouden, zo ook in Nederland en België, Frankrijk (colombier en vanaf de 17e eeuw gebruikte men het woord pigeonnier) en Spanje (palomar). Na de Franse Revolutie werd het duivenrecht afgeschaft.
Soms werden door vermogende bewoners nog wel duiventillen gebouwd in middeleeuwse stijl, zoals die bij Kasteel Sterkenburg in 1862.

## Enkele duiventorens
- Duiventoren (Asper)
- Duiventoren (Berencamp)
- Duiventoren (Breda)
- Duifhuis (Heeze)
- Duiventoren (Lo)
- Duiventoren (Staverden)
- Menkemaborg (Uithuizen)
- Landgoed te Werve
- Duiventoren te Kasteren
- Palomar de la Breña
- Den Duiventoren (Bazel, (België))
- Duiventoren te Bellem, België
- Duiventoren van Manoir d'Ango

## Bron
- (en) Ray Johnstone, Pigeonnier: all you need to know from the Revolution to today. My French Life (23 november 2016). Gearchiveerd op 3 februari 2023.